# Андре Тейшейра да Сілва
Андре Філіпі Тейшейра да Сілва (порт. André Filipe Teixeira da Silva, 28 квітня 2000, Гондомар — 3 липня 2025) — португальський професіональний футболіст, який грав на позиції атакуючого півзахисника. Виступав за кілька молодіжних клубів, включно з «Порту». Його професійна кар'єра почалася в 2021 році і складалася з двох сезонів у «Гондомарі» та «Пенафієлі» (друга ліга).

## Кар'єра
Сілва почав грати у футбол у місцевому клубі «Гондомар», перш ніж приєднатися до молодіжної команди «Порту» у 2011 році. Він також грав за фарм-клуб «Падроенсе», граючи разом з Вітіньєю та Фабіо Вієйрою. Пізніше виступав за «Пасуш-де-Феррейра», «Фамалікан» і «Боавішту» на молодіжному рівні.
Сілва повернувся до «Гондомара» у 2021 році та відіграв цього разу два сезони за основний склад у четвертому дивізіоні та Кубку Португалії. У сезоні 2022–23 Андре забив 9 голів і зробив 2 результативні передачі в 26 іграх за клуб.
1 липня 2023 року Сілва приєднався до «Пенафієл» за трирічним контрактом. Андре був основним гравцем команди Другої ліги Португалії під керівництвом головного тренера Елдера, провівши 62 гри, забивши 7 голів та зробивши 3 результативні передачі протягом двох сезонів. Клуб очолював турнірну таблицю другого дивізіону в сезоні 2024–25, перш ніж погіршити свій результат у другій половині сезону.

## Особисте життя
Брат Сілви, Діогу, більш відомий як Діогу Жота, був португальським футболістом міжнародного рівня. Обидва брати розпочали свою футбольну кар'єру в «Гондомарі» та грали за «Пасуш де Феррейра» на молодіжному рівні. Сілва був у молодіжних складах «Порту», коли його брат приєднався до основної команди клубу в оренді у 2016 році.
Паралельно зі своєю футбольною кар'єрою Сільва вивчав університетський курс з управління бізнесом і заснував компанію разом зі своїм братом. Він закінчив навчання незадовго до своєї смерті.

### Смерть
3 липня 2025 року Сільва загинув у віці 25 років разом зі своїм 28-річним братом Діого в автомобільній аварії на автомагістралі A‑52 у Сернадільї, Іспанія. За повідомленнями поліції, у їхнього Lamborghini прокололась шина під час обгону іншого автомобіля, внаслідок чого автомобіль з'їхав з дороги, а потім загорівся. Іспанські служби екстреної допомоги підтвердили загибель обох братів на місці події.
Його тренер, Елдер, віддав належне Сілві, сказавши, що він додав до гри швидкість і свою індивідуальність, але клуб волів би думати про родину братів, а не про футбол.